# Hastelloy
L'Hastelloy représente une gamme d'alliages de nickel, résistant à la corrosion, parfois à haute température et sous contraintes mécaniques sévères. Il est librement qualifié de superalliage par l'industrie métallurgique. Il contient très majoritairement du nickel, mais aussi des fractions plus faibles et parfois éventuelles de chrome, de cobalt, de cuivre, de fer, de manganèse, d'aluminium, de magnésium, de molybdène, de silicium, de zirconium et de titane... et parfois plus que des traces de carbone, bore, phosphore et soufre.

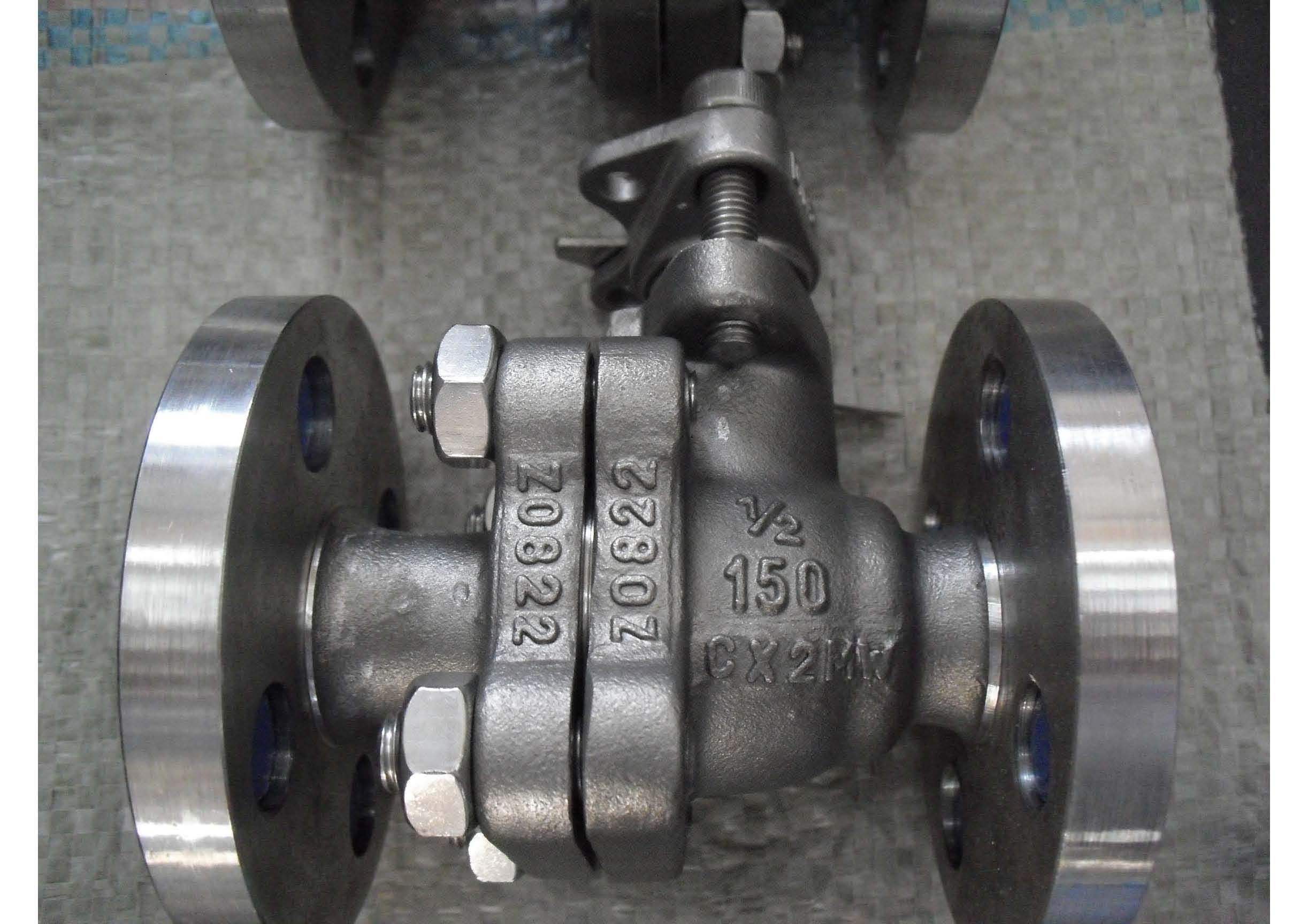
Valve à boisseau ou soupape à bille

## Présentation
Hastelloy est une marque déposé du groupe métallurgique Haynes. Il existe une centaine d'alliages différents d'Hastelloy marqués B, C, D, M, N S, W, X... soient 22 lettres parfois numérotés par quelques chiffres.
Voici un aperçu des alliages hastelloy les plus connus, le plus souvent encore commercialisés :
| Alliage | Co   | Cr  | Mo   | W    | Fe    | Si    | Mn   | C     | Ni            | Autres               |
| ------- | ---- | --- | ---- | ---- | ----- | ----- | ---- | ----- | ------------- | -------------------- |
| B-2     | 1*   | 1*  | 28   | –    | 2*    | 0.1*  | 1*   | 0.01* | jusqu'à 100 % | –                    |
| B-3     | 3*   | 1.5 | 28.5 | 3*   | 1.5   | 0.1*  | 3*   | 0.01* | 65 % min.     | Al-0.5*, Ti-0.2*     |
| C-4     | 2*   | 16  | 16   | –    | 3*    | 0.08* | 1*   | 0.01* | jusqu'à 100 % | Ti-0.7*              |
| C-2000  | 2*   | 23  | 16   | –    | 3*    | 0.08* | –    | 0.01* | jusqu'à 100 % | Cu-1.6               |
| C-22    | 2.5* | 22  | 13   | 3    | 3     | 0.08* | 0.5* | 0.01* | jusqu'à 100 % | V-0.35*              |
| C-276   | 2.5* | 16  | 16   | 4    | 5     | 0.08* | 1*   | 0.01* | jusqu'à 100 % | V-0.35*              |
| G-30    | 2*   | 30  | 5.5  | 2.5  | 15    | 1*    | 1.5* | 0.03* | jusqu'à 100 % | Nb-0.8*, Cu-2*       |
| N       | 0.2* | 7   | 16   | 0.5* | 5*    | 1*    | 0.8* | 0.08* | jusqu'à 100 % | Al+Ti-0.5*, Cu-0.35* |
| W       | 2.5* | 5   | 24   | –    | 6     | 1*    | 1*   | 0.12* | jusqu'à 100 % | V-0.6*               |
| X       | 1.5* | 22* | 9*   | 0.6* | 18.5* | 0.5*  | 0.5* | 0.1*  | jusqu'à 100 % | –                    |

- 1 La composition des dépôts chimiques non diluables couvrant les électrodes à partir de certains de ces alliages peut varier dans les limites explicitées[1].
- *Maximum

Ce sont des alliages à hautes performances, dénommés « superalliages » par les métallurgistes au sens où ces matériaux surpassent dans leurs domaines spécifiques d'application (grande érosion, corrosion à haute température, attaques chimiques...) les aciers spéciaux essentiellement à base de fer. Malgré cette dénomination flatteuse, le technicien doit vérifier attentivement leur surface et déterminer qualitativement et quantitativement leur épaisseur car ils peuvent subir des dégradations graves pendant la fabrication, le transport, la manipulation des objets et équipements.
Dans certains cas, des opérations de passivations préalables ou d'électropolissage peuvent améliorer les propriétés de surface de ces alliages, ainsi que la résistance à la corrosion ou à l'action des hautes températures.
L'hastelloy D qui présente une grande résistance mécanique est à base de 83 % à 85 % de Ni, de 7 % à 8,5 % de Si, de 2 % à 4 % de Cu, de 1,5 % à 5 % de Mn, de 2 % de Fe et de 1,5 % de Co. Il est résistant vis-à-vis de l'acide sulfurique, de l'acide phosphorique et de l'acide acétique glaciale.
L'hastelloy C, par exemple Ni0.84Cu0.03Fe0.02Si0.075Mn0.02Co0.015 ou un alliage similaire avec du Mo, est extrêmement résistant à la corrosion et résiste à des températures de plus de 800 °C. Ses propriétés mécaniques et son apparence sont comparables à celles de l'acier inoxydable. Sa résistance mécanique à la traction varie de 690  à   1 275 MPa (100 000 à 185 000 psi) selon l'alliage. Sa masse volumique est de l'ordre de 8 250 kg m−3.
L'hastelloy X comportant moins de la moitié Ni et une quantité significative de Cr, Fe, Mo présente une excellente résistance à la température.

## Applications
Elles sont très variées, en équipements industriels, en robinetterie et en chauffage industriel, pour les procédés de chimie, de pétrochimie, de papeterie, etc.
Ils sont par exemple utilisés pour la fabrication des pompes, des valves, des équipements de distillation, des réacteurs chimiques, et des réservoirs sous pression de haute sécurité à l'image de ceux des réacteurs nucléaires.
À l'exemple de l'Hastelloy C276, celui-ci est utilisé pour la :
- Production de la pâte à papier (installations de blanchiment),
- Désulfuration des gaz de carneau et des incinérateurs (épurateurs, réchauffeurs, ventilateurs humides),
- Équipements et composants entrant dans des processus où règne un milieu très agressif (production de gaz naturel acide...).